# Grand Prix ISU
Le Grand Prix ISU est un ensemble de compétitions internationales de patinage artistique, créé par l'ISU en 1995. Il existe quatre disciplines :
patinage individuel dames et hommes, patinage en couple et danse sur glace.

## Épreuves du Grand Prix ISU
Les 6 épreuves du Grand Prix ISU sont :
- Skate America
- Internationaux Patinage Canada (Mieux connu sous « Skate Canada »)
- Coupe de Chine (en remplacement de la Coupe d'Allemagne à partir de 2003)
- Trophée de France
- Coupe de Russie
- Trophée NHK, Japon

La série de compétitions se déroulent en automne d'octobre à décembre et se terminent avec la Finale du Grand Prix, qui accueillent les 6 meilleurs patineurs de chaque discipline.

## Grand Prix Junior ISU
Il comporte 8 épreuves qui se déroulent d'août à décembre et qui changent de lieu à chaque année. La finale regroupe les 8 meilleurs patineurs de chaque discipline.
Depuis la saison 2008/2009, l'UIP a décidé d'unifier les finales du Grand Prix Junior avec celui du Grand Prix dans un même lieu.

## Historique
Organisées par les fédérations de patinage artistique des pays-hôtes, les compétitions internationales sont tenues depuis plusieurs années avant l'apparition du Grand Prix ISU.
En 1995, le patinage artistique était très populaire. La télévision était saturée de compétitions professionnelles conçues spécialement pour être télédiffusées, alors que les compétitions dites amateurs étaient ignorées. Pour remédier à la situation, les fédérations de patinage artistique des États-Unis, du Canada, de l'Allemagne, de la France et du Japon ont commencé à planifier leurs compétitions en une série avec une coopération pour les droits de télévision et des prix en argent pour les patineurs, financée par la vente des droits de télévision. L'ISU s'est incluse dans l'organisation et s'est assurée des droits des télévisions au niveau international.
Lors de sa création à la saison 1995/1996, la série était connue sous le nom de Série des champions ISU. Ce n'est qu'à la saison 1998/1999 que le nom de Grand Prix ISU est utilisé, lorsque l'ISU a obtenu les droits pour ce nom.
En 1996, durant sa deuxième année, une compétition en Russie est ajoutée. À l'automne 2003, la Coupe d'Allemagne est remplacée par la Coupe de Chine. L'ISU avait négocié un contrat de télévision plus favorable avec ce pays.
En 1997, l'ISU a créé une série de compétitions similaire pour les patineurs de niveau junior. Connu au départ sous le nom de « ISU Junior Series », ces compétitions s'appellent aujourd'hui Grand Prix Junior ISU.
Lors de la saison 2003/2004, le nouveau système de notation, appelé CoP, a été introduit dans les compétitions du Grand Prix pour le tester. Le CoP a remplacé le système du "6.0" définitivement à la saison 2004/2005.

## Désignation des patineurs
Les patineurs sont désignés soit en tant que têtes de série ou par invitation. Les têtes de série sont constitués par le top 6 des championnats du monde de l'année précédente. Le top 6 et les patineurs qui se sont classés entre la 7e et la 12e place lors des précédents championnats du monde sont assurés d'avoir deux compétitions. La fédération organisatrice peut inviter trois patineurs de son pays pour sa compétition.

## Échelle de points
Le Grand Prix ISU utilise un système de points basé sur le classement obtenu dans chaque compétition. Les points sont répartis selon ce barème :
| Place  | 1re | 2e | 3e | 4e | 5e | 6e | 7e | 8e |
| ------ | --- | -- | -- | -- | -- | -- | -- | -- |
| Points | 15  | 13 | 11 | 9  | 7  | 5  | 4  | 3  |

| Place  | 1re | 2e | 3e | 4e | 5e | 6e |
| ------ | --- | -- | -- | -- | -- | -- |
| Points | 15  | 13 | 11 | 9  | 7  | 5  |

Les points accumulés sont compilés après la dernière compétition de la série. Le top 6 de chaque discipline se qualifie pour la finale.

## Finale du Grand Prix ISU
La finale se déroule habituellement vers la mi-décembre, après que les 6 compétitions du Grand Prix sont complétées. Le lieu de la finale change chaque année.
Depuis la saison 2008/2009, l'UIP a décidé d'unifier la finale du Grand Prix et du Grand Prix Junior en un même lieu.
Le top 6 de chaque discipline qui ont accumulé le plus de points se qualifie pour la finale. Toujours selon le nombre de points, trois remplaçants sont nommés, en cas d'abandon d'un des patineurs du top 6.

### Médaillés - Finale du Grand Prix ISU

#### Messieurs
| Saison    | Lieu              | Médaille d'or                                       | Médaille d'argent                                   | Médaille de bronze                                  |
| 1995-1996 | Paris             | Aleksey Urmanov                                     | Elvis Stojko                                        | Éric Millot                                         |
| 1996-1997 | Hamilton          | Elvis Stojko                                        | Todd Eldredge                                       | Aleksey Urmanov                                     |
| 1997-1998 | Munich            | Ilia Kulik                                          | Elvis Stojko                                        | Todd Eldredge                                       |
| 1998-1999 | Saint-Pétersbourg | Aleksey Yagudin                                     | Aleksey Urmanov                                     | Evgeni Plushenko                                    |
| 1999-2000 | Lyon              | Evgeni Plushenko                                    | Elvis Stojko                                        | Timothy Goebel                                      |
| 2000-2001 | Tokyo             | Evgeni Plushenko                                    | Aleksey Yagudin                                     | Matthew Savoie                                      |
| 2001-2002 | Kitchener         | Aleksey Yagudin                                     | Evgeni Plushenko                                    | Timothy Goebel                                      |
| 2002-2003 | Saint-Pétersbourg | Evgeni Plushenko                                    | Ilia Klimkin                                        | Brian Joubert                                       |
| 2003-2004 | Colorado Springs  | Emanuel Sandhu                                      | Evgeni Plushenko                                    | Michael Weiss                                       |
| 2004-2005 | Pékin             | Evgeni Plushenko                                    | Jeffrey Buttle                                      | Chengjiang Li                                       |
| 2005-2006 | Tokyo             | Stéphane Lambiel                                    | Jeffrey Buttle                                      | Daisuke Takahashi                                   |
| 2006-2007 | Saint-Pétersbourg | Brian Joubert                                       | Daisuke Takahashi                                   | Nobunari Oda                                        |
| 2007-2008 | Turin             | Stéphane Lambiel                                    | Daisuke Takahashi                                   | Evan Lysacek                                        |
| 2008-2009 | Goyang            | Jeremy Abbott                                       | Takahiko Kozuka                                     | Johnny Weir                                         |
| 2009-2010 | Tokyo             | Evan Lysacek                                        | Nobunari Oda                                        | Johnny Weir                                         |
| 2010-2011 | Pékin             | Patrick Chan                                        | Nobunari Oda                                        | Takahiko Kozuka                                     |
| 2011-2012 | Québec            | Patrick Chan                                        | Daisuke Takahashi                                   | Javier Fernández                                    |
| 2012-2013 | Sotchi            | Daisuke Takahashi                                   | Yuzuru Hanyu                                        | Patrick Chan                                        |
| 2013-2014 | Fukuoka           | Yuzuru Hanyu                                        | Patrick Chan                                        | Nobunari Oda                                        |
| 2014-2015 | Barcelone         | Yuzuru Hanyu                                        | Javier Fernández                                    | Sergey Voronov                                      |
| 2015-2016 | Barcelone         | Yuzuru Hanyu                                        | Javier Fernández                                    | Shoma Uno                                           |
| 2016-2017 | Marseille         | Yuzuru Hanyu                                        | Nathan Chen                                         | Shoma Uno                                           |
| 2017-2018 | Nagoya            | Nathan Chen                                         | Shoma Uno                                           | Mikhail Kolyada                                     |
| 2018-2019 | Vancouver         | Nathan Chen                                         | Shoma Uno                                           | Cha Jun-hwan                                        |
| 2019-2020 | Turin             | Nathan Chen                                         | Yuzuru Hanyu                                        | Kevin Aymoz                                         |
| 2020-2021 | Pékin             | Finale annulée en raison de la pandémie de Covid-19 | Finale annulée en raison de la pandémie de Covid-19 | Finale annulée en raison de la pandémie de Covid-19 |
| 2021-2022 | Kadoma            | Finale annulée en raison de la pandémie de Covid-19 | Finale annulée en raison de la pandémie de Covid-19 | Finale annulée en raison de la pandémie de Covid-19 |
| 2022-2023 | Turin             | Shoma Uno                                           | Sota Yamamoto                                       | Ilia Malinin                                        |
| 2023-2024 | Pékin             | Ilia Malinin                                        | Shoma Uno                                           | Yuma Kagiyama                                       |
| 2024-2025 | Grenoble          | Ilia Malinin                                        | Yuma Kagiyama                                       | Shun Sato                                           |

#### Dames
| Saison    | Lieu              | Médaille d'or                                       | Médaille d'argent                                   | Médaille de bronze                                  |
| 1995-1996 | Paris             | Michelle Kwan                                       | Irina Sloutskaïa                                    | Josée Chouinard                                     |
| 1996-1997 | Hamilton          | Tara Lipinski                                       | Michelle Kwan                                       | Irina Sloutskaïa                                    |
| 1997-1998 | Munich            | Tara Lipinski                                       | Tanja Szewczenko                                    | Maria Butyrskaya                                    |
| 1998-1999 | Saint-Pétersbourg | Tatiana Malinina                                    | Maria Butyrskaya                                    | Irina Sloutskaïa                                    |
| 1999-2000 | Lyon              | Irina Sloutskaïa                                    | Michelle Kwan                                       | Maria Butyrskaya                                    |
| 2000-2001 | Tokyo             | Irina Sloutskaïa                                    | Michelle Kwan                                       | Sarah Hughes                                        |
| 2001-2002 | Kitchener         | Irina Sloutskaïa                                    | Michelle Kwan                                       | Sarah Hughes                                        |
| 2002-2003 | Saint-Pétersbourg | Sasha Cohen                                         | Irina Sloutskaïa                                    | Viktoria Volchkova                                  |
| 2003-2004 | Colorado Springs  | Fumie Suguri                                        | Sasha Cohen                                         | Shizuka Arakawa                                     |
| 2004-2005 | Pékin             | Irina Sloutskaïa                                    | Shizuka Arakawa                                     | Joannie Rochette                                    |
| 2005-2006 | Tokyo             | Mao Asada                                           | Irina Sloutskaïa                                    | Yukari Nakano                                       |
| 2006-2007 | Saint-Pétersbourg | Kim Yuna                                            | Mao Asada                                           | Sarah Meier                                         |
| 2007-2008 | Turin             | Kim Yuna                                            | Mao Asada                                           | Carolina Kostner                                    |
| 2008-2009 | Goyang            | Mao Asada                                           | Kim Yuna                                            | Carolina Kostner                                    |
| 2009-2010 | Tokyo             | Kim Yuna                                            | Miki Andō                                           | Akiko Suzuki                                        |
| 2010-2011 | Pékin             | Alissa Czisny                                       | Carolina Kostner                                    | Kanako Murakami                                     |
| 2011-2012 | Québec            | Carolina Kostner                                    | Elizaveta Tuktamysheva                              | Akiko Suzuki                                        |
| 2012-2013 | Sotchi            | Mao Asada                                           | Ashley Wagner                                       | Akiko Suzuki                                        |
| 2013-2014 | Fukuoka           | Mao Asada                                           | Ioulia Lipnitskaïa                                  | Ashley Wagner                                       |
| 2014-2015 | Barcelone         | Elizaveta Tuktamysheva                              | Elena Radionova                                     | Ashley Wagner                                       |
| 2015-2016 | Barcelone         | Ievguenia Medvedeva                                 | Satoko Miyahara                                     | Elena Radionova                                     |
| 2016-2017 | Marseille         | Ievguenia Medvedeva                                 | Satoko Miyahara                                     | Anna Pogorilaya                                     |
| 2017-2018 | Nagoya            | Alina Zagitova                                      | Maria Sotskova                                      | Kaetlyn Osmond                                      |
| 2018-2019 | Vancouver         | Rika Kihira                                         | Alina Zagitova                                      | Elizaveta Tuktamysheva                              |
| 2019-2020 | Turin             | Aliona Kostornaïa                                   | Anna Chtcherbakova                                  | Alexandra Troussova                                 |
| 2020-2021 | Pékin             | Finale annulée en raison de la pandémie de Covid-19 | Finale annulée en raison de la pandémie de Covid-19 | Finale annulée en raison de la pandémie de Covid-19 |
| 2021-2022 | Kadoma            | Finale annulée en raison de la pandémie de Covid-19 | Finale annulée en raison de la pandémie de Covid-19 | Finale annulée en raison de la pandémie de Covid-19 |
| 2022-2023 | Turin             | Mai Mihara                                          | Isabeau Levito                                      | Loena Hendrickx                                     |
| 2023-2024 | Pékin             | Kaori Sakamoto                                      | Loena Hendrickx                                     | Hana Yoshida                                        |
| 2024-2025 | Grenoble          | Amber Glenn                                         | Mone Chiba                                          | Kaori Sakamoto                                      |

#### Couples
| Saison     | Lieu              | Médaille d'or                                       | Médaille d'argent                                   | Médaille de bronze                                  |
| 1995-1996  | Paris             | Ievguenia Chichkova et Vadim Naumov                 | Marina Eltsova et Andrei Bushkov                    | Mandy Weotzel et Ingo Steuer                        |
| 1996-1997  | Hamilton          | Mandy Wötzel et Ingo Steuer                         | Oksana Kazakova et Artur Dmitriev                   | Marina Eltsova et Andrei Bushkov                    |
| 1997-1998  | Munich            | Elena Berejnaïa et Anton Sikharulidze               | Mandy Wötzel et Ingo Steuer                         | Oksana Kazakova et Artur Dmitriev                   |
| 1998-1999  | Saint-Pétersbourg | Xue Shen et Hongbo Zhao                             | Elena Berejnaïa et Anton Sikharulidze               | Maria Petrova et Aleksey Tikhonov                   |
| 1999-2000  | Lyon              | Shen Xue et Zhao Hongbo                             | Sarah Abitbol et Stéphane Bernadis                  | Elena Berejnaïa et Anton Sikharulidze               |
| 2000-2001  | Tokyo             | Jamie Salé et David Pelletier                       | Elena Berejnaïa et Anton Sikharulidze               | Xue Shen et Hongbo Zhao                             |
| 2001-2002  | Kitchener         | Jamie Salé et David Pelletier                       | Elena Berejnaïa et Anton Sikharulidze               | Shen Xue et Zhao Hongbo                             |
| 2002-2003  | Saint-Pétersbourg | Tatiana Totmianina et Maksim Marinin                | Xue Shen et Hongbo Zhao                             | Maria Petrova et Aleksey Tikhonov                   |
| 2003-2004  | Colorado Springs  | Shen Xue et Zhao Hongbo                             | Tatiana Totmianina et Maksim Marinin                | Maria Petrova et Aleksey Tikhonov                   |
| 2004-2005  | Pékin             | Xue Shen et Hongbo Zhao                             | Maria Petrova et Aleksey Tikhonov                   | Pang Qing et Tong Jian                              |
| 2005-2006  | Tokyo             | Tatiana Totmianina et Maksim Marinin                | Zhang Dan et Zhang Hao                              | Aljona Savchenko et Robin Szolkowy                  |
| 2006-2007  | Saint-Pétersbourg | Xue Shen et Hongbo Zhao                             | Aljona Savchenko et Robin Szolkowy                  | Dan Zhang et Hao Zhang                              |
| 20007-2008 | Turin             | Aljona Savchenko et Robin Szolkowy                  | Zhang Dan et Zhang Hao                              | Pang Qing et Tong Jian                              |
| 2008-2009  | Goyang            | Pang Qing et Tong Jian                              | Dan Zhang et Hao Zhang                              | Aljona Savchenko et Robin Szolkowy                  |
| 2009-2010  | Tokyo             | Xue Shen et Hongbo Zhao                             | Pang Qing et Tong Jian                              | Aljona Savchenko et Robin Szolkowy                  |
| 2010-2011  | Pékin             | Aljona Savchenko et Robin Szolkowy                  | Pang Qing et Tong Jian                              | Sui Wenjing et Han Cong                             |
| 2011-2012  | Québec            | Aljona Savchenko et Robin Szolkowy                  | Tatiana Volosozhar et Maksim Trankov                | Yuko Kavaguti et Alexandre Smirnov                  |
| 2012-2013  | Sotchi            | Tatiana Volosozhar et Maksim Trankov                | Vera Bazarova et Yuri Larionov                      | Pang Qing et Tong Jian                              |
| 2013-2014  | Fukuoka           | Aljona Savchenko et Robin Szolkowy                  | Tatiana Volosozhar et Maksim Trankov                | Pang Qing et Tong Jian                              |
| 2014-2015  | Barcelone         | Meagan Duhamel et Eric Radford                      | Ksenia Stolbova et Fedor Klimov                     | Sui Wenjing et Han Cong                             |
| 2015-2016  | Barcelone         | Ksenia Stolbova et Fedor Klimov                     | Meagan Duhamel et Eric Radford                      | Yuko Kavaguti et Alexandre Smirnov                  |
| 2016-2017  | Marseille         | Evgenia Tarasova et Vladimir Morozov                | Yu Xiaoyu et Zhang Hao                              | Meagan Duhamel et Eric Radford                      |
| 2017-2018  | Nagoya            | Aljona Savchenko et Bruno Massot                    | Sui Wenjing et Han Cong                             | Meagan Duhamel et Eric Radford                      |
| 2018-2019  | Vancouver         | Vanessa James et Morgan Ciprès                      | Peng Cheng et Jin Yang                              | Evgenia Tarasova et Vladimir Morozov                |
| 2019-2020  | Turin             | Sui Wenjing et Han Cong                             | Peng Cheng et Jin Yang                              | Anastasia Mishina et Aleksandr Galliamov            |
| 2020-2021  | Pékin             | Finale annulée en raison de la pandémie de Covid-19 | Finale annulée en raison de la pandémie de Covid-19 | Finale annulée en raison de la pandémie de Covid-19 |
| 2021-2022  | Kadoma            | Finale annulée en raison de la pandémie de Covid-19 | Finale annulée en raison de la pandémie de Covid-19 | Finale annulée en raison de la pandémie de Covid-19 |
| 2022-2023  | Turin             | Riku Miura et Ryuichi Kihara                        | Alexa Scimeca Knierim et Brandon Frazier            | Sara Conti et Niccolò Macii                         |
| 2023-2024  | Pékin             | Minerva Fabienne Hase et Nikita Volodin             | Sara Conti et Niccolo Macii                         | Deanna Stellato-Dudek et Maxime Deschamps           |
| 2024-2025  | Grenoble          | Minerva Fabienne Hase et Nikita Volodin             | Riku Miura et Ryuichi Kihara                        | Anastasiia Metelkina et Luka Berulava               |

#### Danse sur glace
| Saison    | Lieu              | Médaille d'or                                       | Médaille d'argent                                   | Médaille de bronze                                  |
| 1995-1996 | Paris             | Oksana Grichtchouk et Ievgueni Platov               | Anzhelika Krylova et Oleg Ovsiannikov               | Marina Anissina et Gwendal Peizerat                 |
| 1996-1997 | Hamilton          | Shae-Lynn Bourne et Victor Kraatz                   | Anzhelika Krylova et Oleg Ovsiannikov               | Marina Anissina et Gwendal Peizerat                 |
| 1997-1998 | Munich            | Oksana Grichtchouk et Ievgueni Platov               | Shae-Lynn Bourne et Victor Kraatz                   | Marina Anissina et Gwendal Peizerat                 |
| 1998-1999 | Saint-Pétersbourg | Anzhelika Krylova et Oleg Ovsiannikov               | Marina Anissina et Gwendal Peizerat                 | Irina Lobatcheva et Ilia Averboukh                  |
| 1999-2000 | Lyon              | Marina Anissina et Gwendal Peizerat                 | Barbara Fusar-Poli et Maurizio Margaglio            | Margarita Drobiazko et Povilas Vanagas              |
| 2000-2001 | Tokyo             | Barbara Fusar-Poli et Maurizio Margaglio            | Irina Lobatcheva et Ilia Averboukh                  | Margarita Drobiazko et Povilas Vanagas              |
| 2001-2002 | Kitchener         | Shae-Lynn Bourne et Victor Kraatz                   | Marina Anissina et Gwendal Peizerat                 | Margarita Drobiazko et Povilas Vanagas              |
| 2002-2003 | Saint-Pétersbourg | Irina Lobatcheva et Ilia Averboukh                  | Tatiana Navka et Roman Kostomarov                   | Albena Denkova et Maxim Staviski                    |
| 2003-2004 | Colorado Springs  | Tatiana Navka et Roman Kostomarov                   | Albena Denkova et Maxim Staviski                    | Tanith Belbin et Benjamin Agosto                    |
| 2004-2005 | Pékin             | Tatiana Navka et Roman Kostomarov                   | Tanith Belbin et Benjamin Agosto                    | Albena Denkova et Maxim Staviski                    |
| 2005-2006 | Tokyo             | Tatiana Navka et Roman Kostomarov                   | Olena Hrushyna et Ruslan Honcharov                  | Marie-France Dubreuil et Patrice Lauzon             |
| 2006-2007 | Saint-Pétersbourg | Albena Denkova et Maxim Staviski                    | Marie-France Dubreuil et Patrice Lauzon             | Oksana Domnina et Maksim Chabaline                  |
| 2007-2008 | Turin             | Oksana Domnina et Maksim Chabaline                  | Tanith Belbin et Benjamin Agosto                    | Isabelle Delobel et Olivier Schoenfelder            |
| 2008-2009 | Goyang            | Isabelle Delobel et Olivier Schoenfelder            | Oksana Domnina et Maksim Chabaline                  | Meryl Davis et Charlie White                        |
| 2009-2010 | Tokyo             | Meryl Davis et Charlie White                        | Tessa Virtue et Scott Moir                          | Nathalie Péchalat et Fabian Bourzat                 |
| 2010-2011 | Pékin             | Meryl Davis et Charlie White                        | Nathalie Péchalat et Fabian Bourzat                 | Vanessa Crone et Paul Poirier                       |
| 2011-2012 | Québec            | Meryl Davis et Charlie White                        | Tessa Virtue et Scott Moir                          | Nathalie Péchalat et Fabian Bourzat                 |
| 2012-2013 | Sotchi            | Meryl Davis et Charlie White                        | Tessa Virtue et Scott Moir                          | Nathalie Péchalat et Fabian Bourzat                 |
| 2013-2014 | Fukuoka           | Meryl Davis et Charlie White                        | Tessa Virtue et Scott Moir                          | Nathalie Péchalat et Fabian Bourzat                 |
| 2014-2015 | Barcelone         | Kaitlyn Weaver et Andrew Poje                       | Madison Chock et Evan Bates                         | Gabriella Papadakis et Guillaume Cizeron            |
| 2015-2016 | Barcelone         | Kaitlyn Weaver et Andrew Poje                       | Madison Chock et Evan Bates                         | Anna Cappellini et Luca Lanotte                     |
| 2016-2017 | Marseille         | Tessa Virtue et Scott Moir                          | Gabriella Papadakis et Guillaume Cizeron            | Maia Shibutani et Alex Shibutani                    |
| 2017-2018 | Nagoya            | Gabriella Papadakis et Guillaume Cizeron            | Tessa Virtue et Scott Moir                          | Maia Shibutani et Alex Shibutani                    |
| 2018-2019 | Vancouver         | Madison Hubbell et Zachary Donohue                  | Victoria Sinitsina et Nikita Katsalapov             | Charlène Guignard et Marco Fabbri                   |
| 2019-2020 | Turin             | Gabriella Papadakis et Guillaume Cizeron            | Madison Chock et Evan Bates                         | Madison Hubbell et Zachary Donohue                  |
| 2020-2021 | Pékin             | Finale annulée en raison de la pandémie de Covid-19 | Finale annulée en raison de la pandémie de Covid-19 | Finale annulée en raison de la pandémie de Covid-19 |
| 2021-2022 | Kadoma            | Finale annulée en raison de la pandémie de Covid-19 | Finale annulée en raison de la pandémie de Covid-19 | Finale annulée en raison de la pandémie de Covid-19 |
| 2022-2023 | Turin             | Piper Gilles et Paul Poirier                        | Madison Chock et Evan Bates                         | Charlène Guignard et Marco Fabbri                   |
| 2023-2024 | Pékin             | Madison Chock et Evan Bates                         | Charlène Guignard et Marco Fabbri                   | Piper Gilles et Paul Poirier                        |
| 2024-2025 | Grenoble          | Madison Chock et Evan Bates                         | Charlène Guignard et Marco Fabbri                   | Lilah Fear et Lewis Gibson                          |

## Tableau des médailles
Mis à jour après la finale de 2023
| Rang  | Nation       | Or  | Argent | Bronze | Total |
| ----- | ------------ | --- | ------ | ------ | ----- |
| 1     | Russie       | 33  | 32     | 28     | 93    |
| 2     | États-Unis   | 19  | 17     | 19     | 55    |
| 3     | Canada       | 13  | 14     | 10     | 37    |
| 4     | Japon        | 15  | 21     | 13     | 49    |
| 5     | Chine        | 9   | 10     | 10     | 29    |
| 6     | France       | 7   | 5      | 13     | 25    |
| 7     | Allemagne    | 7   | 3      | 4      | 14    |
| 8     | Corée du Sud | 3   | 1      | 1      | 5     |
| 9     | Italie       | 2   | 4      | 6      | 12    |
| 10    | Suisse       | 2   | 0      | 1      | 3     |
| 11    | Bulgarie     | 1   | 1      | 2      | 4     |
| 12    | Ouzbékistan  | 1   | 0      | 0      | 1     |
| 13    | Espagne      | 0   | 2      | 1      | 3     |
| 14    | Ukraine      | 0   | 1      | 0      | 1     |
| 15    | Lituanie     | 0   | 0      | 3      | 3     |
| 16    | Belgique     | 0   | 1      | 1      | 2     |
| Total | Total        | 112 | 112    | 112    | 336   |